# Tofin
El tofin (o tofingbe, o gbe, tofin) és una llengua gbe que parlen els tofins del sud-est del departament Atlantique de Benín. El seu codi ISO 639-3 és tfi i el seu codi al glottolog és tofi1235.

## Població, territori i pobles veïns
El 2006 hi havia 66.000 tofins (segons el joshuaproject n'hi ha 91.000).
El seu territori està situat al municipi de Sô-Ava, al sud-est del departament Atlantique. Concretament es parla als pobles de Ganvié, Sô-Ava, So-Tchanhoué, So-Zounko, Ahome-Gblen i Ahome-Lokpo. També es parla als pobles d'Ahouansoli-Agué, d'Ahounasoli-Toweta i Jesuko de Cotonou al departament de Littoral.
Segons el mapa lingüístic de Benín de l'ethnologue el territori tofin està situat al nord del llac Nokoué pocs quilòmetres a l'oest de Porto Novo. Té com a veïns els ayizos a l'oest, els wemes al nord i nord-est i els guns a l'est.

## Família lingüística i relació amb altres llengües
El defi és una llengua kwa, família lingüística que forma part de les llengües Benué-Congo. Concretament, segons l'ethnologue, forma part del grup lingüístic de les llengües gbes. Segons l'ethnologue, hi ha 21 llengües gbe: l'Aguna, l'ewe, el gbe, ci, el xwla oriental, el gbesi, el kotafon, el saxwe, el waci, el xwela occidental, el xwela, el kpessi, sis llengües aja (aja, ayizo, defi, tofin, weme i gun), dues llengües fons (fon i gbe, maxi) i la llengua gen, considerada l'única llengua mina. Segons el glottolog, és una de les llengües gbes orientals juntament amb el gbe, gbesi; l'ayizo; el gbe, xwla oriental; el fon; el gbe, ci; el gun; el kotafon; el gbe, maxi; el saxwe; el tofin; el weme; el xwla occidental; el wudu i el gbe, xwela.
El tofin es té el lèxic al del gun (88%), del fon (87%), el xwla oriental (82%), l'ayizo (75%) i el gen (66%).

## Sociolingüística, estatus i ús de la llengua
El tofin és una llengua vigorosa (EGIDS 6a): Tot i que no està estandarditzada és utilitzada per persones de totes les generacions tant a la llar com en l'àmbit social en tots els dominis i la seva situació és sostenible. Els tofins també parlen el fon, el gun i el francès.